# Theodor Joseph Lacomblet

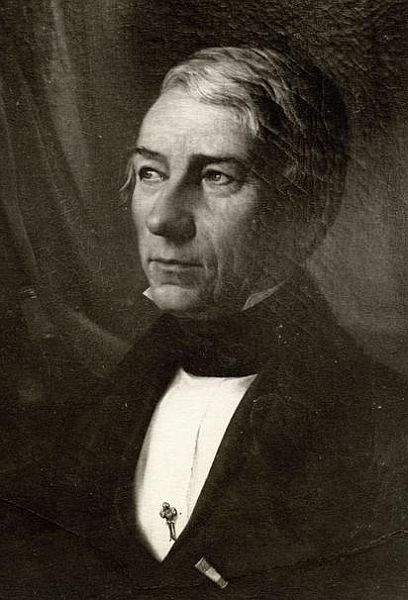
Theodor Joseph Lacomblet

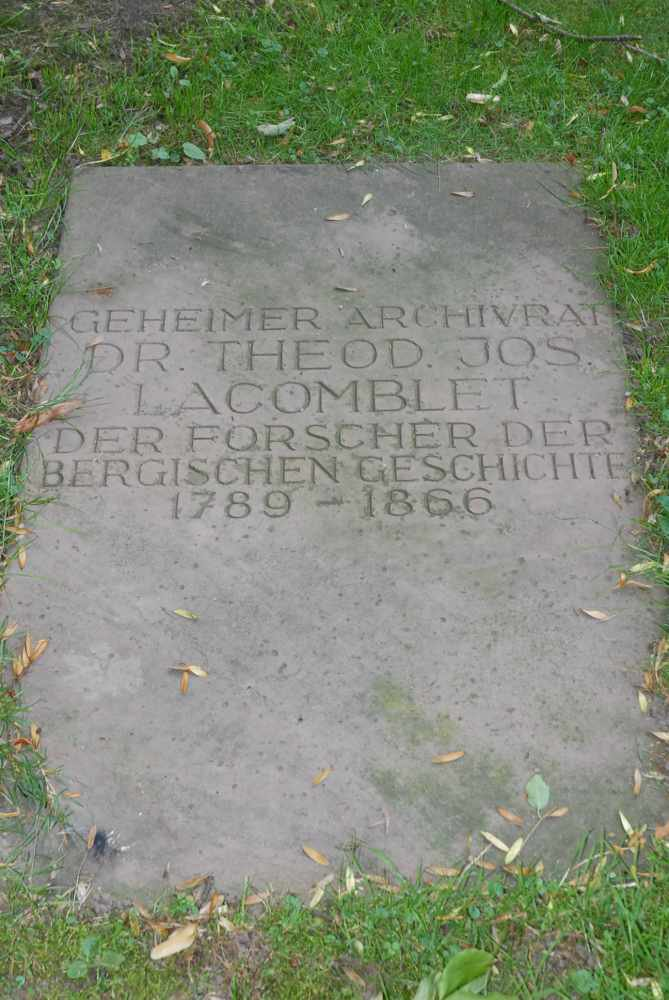
Lacomblet wurde auf dem Golzheimer Friedhof in Düsseldorf beerdigt. Die Grabplatte wurde 1948 gestiftet.

Theodor Joseph Lacomblet (~ 15. Dezember 1789 in Düsseldorf; † 18. März 1866 in Düsseldorf) war ein deutscher Historiker, Archivar und Leiter des preußischen Provinzialarchivs in Düsseldorf, des heutigen Landesarchivs NRW Abteilung Rheinland. Er trat außerdem als Kommunalpolitiker und als Verwaltungsfachmann bei einem Eisenbahnunternehmen hervor.

## Werdegang
Getauft wurde Lacomblet am 15. Dezember 1789 in Düsseldorf (St. Lamberti) als Sohn des aus der Auvergne stammenden Gastwirts (aubergist) Johann Franz Lacomblet (La Comble, [1735–1791]) und dessen Ehefrau Anna Maria Kick (1744–1814). Nach dem Besuch des Düsseldorfer Gymnasiums studierte Lacomblet an der Rechtsakademie Düsseldorf bei Carl Joseph Henoumont, Philipp Anton Hedderich, Joseph Schram und Johann Wilhelm Neuss Jura. Sein Studium schloss er nach zwei Jahren ab und wurde mit 19 Jahren Gehilfe bei der Großherzoglich-Bergischen Hofbibliothek. 1818 wurde er Bibliothekar, 1819 Assistent des bergischen Archivars und 1821 Bergischer Archivar. Am 9. September 1822 heiratete er in Düsseldorf Friederike Magdalene Dörr. 1829 wurde er Archivrat am Hauptarchiv Düsseldorf. Das Königlich-Preußische Provinzialarchiv für den Niederrhein (ab 1946: Hauptstaatsarchiv Düsseldorf, seit 2004: Landesarchiv Nordrhein-Westfalen Abteilung Rheinland) initiierte er 1831/1832 und übernahm in der Folge dessen Leitung in Personalunion mit der Leitung der Königlich Preußischen Landesbibliothek, aus der später die Universitäts- und Landesbibliothek Düsseldorf wurde. Seit 1858 war er korrespondierendes Mitglied der Bayerischen Akademie der Wissenschaften.
Er trat hervor durch das von ihm herausgegebene mehrbändige Werk Urkundenbuch für die Geschichte des Niederrheins oder des Erzstifts Cöln, der Fürstenthümer Jülich und Berg, Geldern, Meurs, Cleve und Mark, und der Reichsstifte Elten, Essen und Werden. Für seine Verdienste wurde er 1843 mit dem Dr. h. c. in Bonn und 1863 in Münster geehrt. In Düsseldorf trägt seit 1907 die Lacombletstraße (Stadtteil Düsseltal) seinen Namen.

## Sonstiges Engagement
Von 1829 bis 1853 war Lacomblet Mitglied des Düsseldorfer Stadtrates und von 1851 bis 1856 Vertreter der Stadt Düsseldorf im Kreistag und im Provinziallandtag der Rheinprovinz. Seit 1839 war er Verwaltungsrat der Düsseldorf-Elberfelder Eisenbahn und dort 1841 bis 1844 Direktorialrat. 1832 trat er in den Verein zur Hebung des Theaters in Düsseldorf ein und war Mitglied des Kunstvereins für die Rheinlande und Westfalen. 1842 rief er dazu auf, zur Förderung des Kölner Dombaus einen Filialverein des Kölner Dombauvereins für das Herzogtum Berg zu gründen.
Lacomblet war verheiratet mit Friederike Magdalena Elisabeth Dörr (1790–1872), der Tochter des Cafetiers Georg Gottlieb Dörr. Sein Bruder Johann Franz Lacomblet ([1771]–1852), Inhaber des 1850 aufgegebenen Kaffeehauses Lacomblet & Dörr am Marktplatz sowie von 1819 bis 1829 Stadtrat in Düsseldorf und von 1830 bis 1841 stellvertretendes Mitglied des rheinischen Provinziallandtages, blieb unverheiratet.

## Trivia
Lacomblet soll große Teile von Archivbeständen, so z. B. Rechnungen der Abtei Werden seit dem 16. Jahrhundert, vernichten haben lassen, „weil sie zerfallen gewesen seien“. Dieser Umstand wird heute kritisiert.

## Werke
- Archiv für die Geschichte des Niederrheins. Heberle, Köln 1832–1870 (Digitalisat).
- (Hrsg.) Urkundenbuch für die Geschichte des Niederrheins oder des Erzstifts Cöln, der Fürstenthümer Jülich und Berg, Geldern, Meurs, Kleve und Mark, und der Reichsstifte Elten, Essen und Werden. Aus den Quellen in dem Königlichen Provinzial-Archiv zu Düsseldorf und in den Kirchen- und Stadt-Archiven der Provinz, vollständig und erläutert […] herausgegeben (Digitalisate bei Universitäts- und Landesbibliothek Bonn).
  - Erster Band: Von dem Jahr 779 bis 1200 einschliesslich. Düsseldorf 1840.
  - Zweiter Band: Von dem Jahr 1201 bis 1300 einschliesslich. Düsseldorf 1846.
  - Dritter Band: [Von dem Jahr 1301 bis 1400 einschliesslich]. Düsseldorf 1853.
  - Vierter Band: Die Urkunden von 1401 bis zum Erlöschen des Jülich-Cleve'schen Hauses im Mannesstamme (1609) und eine Nachlese von 80 alten Urkunden enthaltend. Düsseldorf 1858.